# Aeroportul Colonia
Aeroportul Colonia (IATA: CYR, ICAO: SUCA) este un aeroport din Departmentul Colonia, Uruguay ce deservește zona Colonia del Sacramento⁠(d).
Situat la o altitudine de 12 m, aeroportul dispune de 1 pistă.

## Infrastructură

### Piste
Aeroportul dispune de o singură pistă. Pista 13/31 are suprafața de asfalt. 